# JD Gaming
JD Gaming ou Jingdong Gaming (abrégé JDG) (Chinois : 京东电子竞技俱乐部), officiellement appelée JDG Intel Esport Club, est une équipe chinoise d'e-sport créée le 20 mai 2017 par Shao « Choice » Xiao-Hang. Sur League of Legends, JD Gaming possède une équipe en LPL (League of Legends Pro League) et possédait jusqu'en 2024 une équipe académique en LDL (League of Legends Developmental League) nommée Joy Dream. Grâce au partenariat avec la marque chinoise de commerce électronique JD.com, l'équipe accède à la LPL et la LDL après l'acquisition du slot de QG Reapers dans la ligue principale et de Now or Never dans la ligue secondaire. 
L'équipe possédait également une équipe sur Overwatch ainsi qu'une équipe féminine sur League of Legends. Ces deux effectifs ne dureront que très peu de temps, à cause de mauvais résultats.
Fin 2023, l'équipe annonce son arrivée sur VALORANT, puis est retenu parmi les 10 équipes franchisées pour la nouvelle ligue chinoise VCT CN.
En vue de l'Esports World Cup 2025, l'équipe s'est étendue sur de nouveau jeux en début d'année, avec le recrutement du scouter indien Ishaan Desai pour sélectionner les acquisitions. Au premier semestre 2025, l'équipe a donc annoncé des divisions sur: PUBG, Apex Legends, Teamfight Tactics, Rainbow Six Siege, et StarCraft 2.

## Histoire de l'équipe
Après la création de JD Gaming et l'acquisition d'un slot dans la League of Legends Pro League et la League of Legends Developmental League, il faut avoir des résultats concrets. Ce n'est qu'un an après la création de l'équipe que JDG obtient son premier podium lors d'une saison de LPL. Ils finissent à la 3e place après leur défaite face à Rogue Warriors.
En 2020, l'équipe remporte pour la 1re fois la compétition, en gagnant face à TOP Esports 3-2. Ils obtiendront aussi un ticket vers le Championnat du Monde à Shanghai, où ils finiront à la 5e-8e place en s'inclinant face à Suning.
L'équipe gagnera une seconde coupe en 2022, en gagnant une nouvelle fois 3-2 face à TOP Esports. JD Gaming va aussi aux Worlds 2022 qui se déroule aux États-Unis. Ils obtiendront la 3e-4e place après leur défaite face à T1.
En 2023, l'équipe devient une énième fois championne de Chine, après leur victoire face à Bilibili Gaming. Ils se sont qualifiés pour le MSI 2023 à Londres, qu'ils ont gagné. C'est donc le premier titre international qu'obtient JD Gaming. Ils obtiendront un quatrième titre après s'être imposé face à LNG Esports. L'effectif pouvait rêver de la Golden Road (gagner le segment de printemps dans sa région, puis le MSI, puis le segment d'été de sa région, puis les Championnats du Monde sur la même saison), avec tout ce qu'ils avaient accomplis durant l'année, mais ils se feront stopper par T1 en demi-finale et obtiendront la 3e-4e position des Worlds, comme l'an passé.

## League of Legends

### Saison 2017
Après l'acquisition du slot de QG Reapers en LPL, JD Gaming décide de conserver la majorité des joueurs de la précédente équipe dans son effectif. Ainsi, Kan « Kabe » Ho Man (Toplaner), Kim « Clid » Tae-min (Jungler), Chang « xinyi » Ping (Jungler remplaçant), Kim « doinb » Tae-sang (Midlaner), Lee « LokeN » Dong-wook (ADCarry) et Hu « Cloud » Zhen-Wei (Support) rejoignent l'effectif de JD Gaming, en plus de Xu « Barrett » Qiu-Bin (ADCarry) et Zuo « LvMao » Minghao (Support). Choi « BanBazi » Myeong-won (Head Coach) et Choi « Cammly » Won-ho (Tactical Coach), anciennement coaches de QG Reapers, rejoignent également la nouvelle équipe. La première compétition de l'équipe sera la Demacia Cup, où ils finiront à la 9e-12e place, en s'inclinant face à LGD Gaming. Ils joueront aussi leur premier split de LPL. Ils seront dans le groupe B, mais, avec un score de 6-10, ils ne pourront pas aller aux playoffs avec une maigre 5e place. JD Gaming parviendra à se qualifier au NEST (National Electronic Sport Tournament), en battant Edward Gaming 2-0, et iront jusqu'en finale où ils tomberont face à Invictus Gaming. Après le NEST, l'équipe entreprendra de nombreux changements. Kan « Kabe » Ho Man (Toplaner), Chang « xinyi » Ping (Jungler remplaçant), Kim « doinb » Tae-sang (Midlaner), Xu « Barrett » Qiu-Bin (ADCarry) et Hu « Cloud » Zhen-Wei (Support) quittent JD Gaming, tout comme Choi « BanBazi » Myeong-won (Head Coach) et Choi « Cammly » Won-ho (Tactical Coach). Pour compléter les joueurs manquants, Zhang « Zoom » Xing-Ran (Toplaner) et Zeng « YaGao » Qi (Midlaner) rejoignent l'équipe, tandis que Yang « UDJ » Shu-Wei devient Coach. Ils joueront le Demacia Championship, où ils finiront 4e après une nouvelle défaite face à Invictus Gaming. Cela termine leur saison 2017.

### Saison 2018
Pour commencer cette saison 2018, Pan « Xiaohan » Han (Jungler remplaçant) et Liang « RD » Teng-Li (Support remplaçant) rejoignent JD Gaming. Pendant le Spring Split - East de la LPL, ils parviendront pour la première fois à se qualifier aux playoffs, grâce à un score de 10-9, ce qui leur fait atteindre la 4e place de la saison régulière. Ils devront s'incliner face à Bilibili Gaming lors de leurs premiers playoffs, et obtiendront la 7e-8e place. Lors du Summer Split - East, ils se sépareront d'abord de Yang « UDJ » Shu-Wei (Coach), qui sera remplacé par Yoon « Homme » Sung-young (Coach). Ils finiront 3e de la saison régulière, et finiront à la 3e place de la LPL après leur défaite face aux Rogue Warriors. Avec leur précédent résultat, ils ont eu la possibilité de pouvoir se qualifier aux Worlds grâce à la finale régionale. Cette dernière permettant de définir qui sera la 3e équipe à accéder à la compétition. Malheureusement, JD Gaming s'inclinera 2 à 3 face à Edward Gaming. Ils entameront leur fin de saison avec le National Electronics Sports Competition (NEST) qu'ils vont remporter. Ils effectueront quelques changements, en se séparant de Kim « Clid » Tae-min (Jungler), de Lee « LokeN » Dong-wook (ADCarry), de Liang « RD » Teng-Li (Support remplaçant) et de Yang « UDJ » Shu-Wei (Coach). Đỗ « Levi » Duy Khánh (Jungler), Sung « Flawless » Yeon-jun (Jungler) et Ju « Bvoy » Yeong-hoon (ADCarry) rejoignent donc l'équipe afin de jouer la Demacia Cup, qui achèvera la saison 2018 de JD Gaming avec une 7e-8e place.

### Saison 2019
La saison 2019 marque l'arrivée de Gu « Imp » Seung-bin (ADCarry) dans le roster de l'équipe. La saison régulière du Spring Split ne fut pas un franc succès pour JD Gaming, qui aura la 8e place, avec un score de 9-6. Ils obtiennent tout de même une place en playoffs et terminera 2e en s'inclinant face à l'équipe championne du monde Invictus Gaming. Ils joueront le NEST avec une équipe temporaire, dans laquelle Park « Morgan » Ru-han (Toplaner remplaçant) évoluera, mais ne parviendra pas à se défaire d'Invictus Gaming et finira à la 5e-8e place. JDG participera aussi au Rift Rivals, opposant les équipes des ligues asiatiques. Ils ajouteront Seo « Kanavi » Jin-hyeok (Jungler), en provenance de Griffin, dans leur équipe. Ils s'inclineront finalement face aux équipes de la ligue coréenne. Le Summer Split fut rude pour l'équipe chinoise. Après une 10e position à la fin de la saison régulière, ils ne peuvent pas se qualifier aux playoffs. La saison n'est pas terminée pour autant, car grâce aux points de championnats amassés durant le premier segment de l'année, ils peuvent toujours espérer une qualification aux Worlds. Mais encore une fois, Invictus Gaming les en empêche et JD Gaming s'incline 2 à 3. Ils finiront également 3e de la Demacia Cup, après une petite finale rondement menée face à Vici Gaming.

### Saison 2020
Beaucoup de changements ont lieu en ce début de saison, avec notamment Sung « Flawless » Yeon-jun (Jungler), Gu « Imp » Seung-bin (ADCarry), Park « Morgan » Ru-han (Toplaner remplaçant) et Pan « Xiaohan » Han (Jungler remplaçant) qui quittent l'équipe. Ils seront remplacés par Lee « LokeN » Dong-wook (ADCarry) qui fait son retour dans l'équipe, par He « 705 » Yu-Long (Toplaner remplaçant) et par Lin « Peace » Shang-Ren (Support remplaçant). En ce qui concerne la jungle, Seo « Kanavi » Jin-hyeok restera bel et bien dans l'équipe, malgré une amende de 350 000 ¥ à cause d'un contrat d'une durée de 5 ans, vu comme illégitime par la LPL. L'offseason sera complété par Cui « huge » Hu et Li « Renzhe » Ren-Zhe tous deux coach, qui rejoignent l'équipe. La saison 2020 débute de la meilleure des façons pour JD Gaming malgré la Covid-19 qui touche l'entièreté du globe. Ils finiront 2e de la saison régulière avec un score de 12-4 et s'envolent donc vers les playoffs. Ils atteindront la finale et parviendront à battre TOP Esports 3-2. JD Gaming obtient donc son premier titre de champions de Chine. Le Summer Split sera similaire pour l'équipe. Ils terminent 2e de la saison régulière et accèdent une nouvelle fois aux playoffs. Ils iront également en finale où ils réaffronteront TOP Esports, mais cette fois-ci, JD Gaming s'inclinera 2-3. Cette fois-ci, ils se qualifieront aux Worlds qui se tiennent à Shanghai, et iront jusqu'en huitième de finale, après s'être fait sortir par Suning 1 à 3. Après la compétition, Yoon « Homme » Sung-young (Head Coach) quittera l'équipe. Il sera remplacé par Shih « Chashao » Yi-Hao (Head Coach). Su « xiye » Han-Wei (Midlaner) et Jin « Mystic » Seong-jun (Support remplaçant) rejoignent également l'équipe pour la Demacia Cup, où ils finiront à la 3e-4e place.

### Saison 2021
Le Spring Split est correct pour JD Gaming, qui finit à la 4e place de la saison régulière et accède aux playoffs. Malheureusement, la suite de la compétition n'est pas à la hauteur des résultats de l'an dernier. Ils finiront à la 5e-6e place après leur défaite face à FunPlus Phoenix. Entre deux, ils se sépareront de Su « xiye » Han-Wei (Midlaner remplaçant) et accueilleront Huang « Lpc » Hao (AD Carry remplaçant). Le Summer Split est quant à lui catastrophique. Ils finiront à la 12e place de la saison régulière, ce qui fait de ce segment le pire que l'équipe ait connu, et ne se qualifie pas aux playoffs. Ils se séparent de Lee « LokeN » Dong-wook (ADCarry) et de Jin « Mystic » Seong-jun (Support remplaçant) et annoncent un roster temporaire pour jouer le NEST, où ils ne feront pas une performance mémorable. Zhang « Zoom » Xing-Ran (Toplaner), Zuo « LvMao » Minghao (Support) et Shih « Chashao » Yi-Hao (Head Coach) quittent l'équipe, laissant leurs places à Bai « 369 » Jia-Hao (Toplaner) et Lou « Missing » You-Feng (Support). Ils joueront la Demacia Cup avec Dai « Xiao17 » Ying-Je (Jungler) et Huang « Lpc » Hao (AD Carry) en titulaires et ne parviendront pas à s'emparer d'un seul match. La saison 2021 de JD Gaming est la pire saison de l'équipe depuis sa création.

### Saison 2022
JD Gaming veut faire oublier ses mauvaises performances de l'an dernier. C'est pourquoi ils signeront Wang « Hope » Jie (AD Carry) et Yoon « Homme » Sung-young (Head Coach) pour compléter leur roster. Le Spring Split signe le retour de JD Gaming dans le haut de tableau et aux playoffs, grâce à leur 3e place. Après avoir battu Weibo Gaming 3 à 2, ils obtiennent le top 4 mais s'inclinent face à Victory Five 1-3. Ils se sépareront de Huang « Lpc » Hao (AD Carry remplaçant) avant le début du Summer Split. Cette fois-ci, ils finiront 2e de la saison régulière et retournent une nouvelle fois en playoffs. Ils iront jusqu'en finale, où ils retrouveront une nouvelle fois TOP Esports et s'imposeront 3 à 2. Ils obtiennent un second titre de champion de LPL et se qualifient aux Worlds aux États-Unis. Cette fois-ci, ils iront jusqu'en demi-finale à Atlanta, après leur victoire face à l'équipe de LEC Rogue 3-0, mais finiront par s'incliner face à T1 1-3. Ils feront appel à un roster temporaire pour le NEST, où ils finiront à la 9e-14e place, et un autre roster pour la Demacia Cup, où ils signeront Lan « Lzq » Zi-Qi (Midlaner remplaçant), et finiront à la 5e-8e place après leur défaite face à ThunderTalk Gaming.

### Saison 2023
Pour 2023, JD Gaming voit en grand. Ils se séparent tout d'abord de Wang « Hope » Jie (AD Carry) mais aussi de Zeng « Yagao » Qi (Midlaner), présent dans l'équipe depuis fin 2017. Ils les remplacent avec des joueurs de haut calibre : Park « Ruler » Jae-hyuk (AD Carry), qui pour sa première saison hors de Corée du Sud, ainsi que de Zhuo « knight » Ding (Midlaner) et Lu « Viod » Fan (Coach). Le Spring Split se déroule bien pour la super team, qui termine la saison régulière à la 1re place. Ils iront jusqu'en finale où ils affronteront Bilibili Gaming, la nouvelle équipe de Yagao, et s'imposeront avec un score de 3-1. L'équipe s'envole à Londres, au Royaume-Uni, pour jouer le premier MSI de son histoire sous l'étiquette de favori. Ils battent successivement les Golden Guardians et Bilibili Gaming 3-0, puis se qualifient en finale après leur victoire face à T1 3-2. Ils se retrouvent de nouveau face à Bilibili Gaming, qui a remonté tout l'arbre des perdants. Cette fois-ci, JDG s'impose 3-1 et est sacré champion du MSI. C'est le premier titre international de l'histoire de la structure.
Le Summer Split de JDG est tout aussi impressionnant. Après une 2e de saison régulière, JDG file une nouvelle fois en finale, cette fois-ci contre LNG Esports, et s'empare de son 4e titre sur un score de 3-2. Ils se qualifient aux Worlds qui se déroulent en Corée avec un objectif, devenir la première équipe à accomplir la Golden Road : gagner tous les trophées possibles sur une seule saison compétitive. Après s'être facilement imposés face à Team BDS et Bilibili Gaming de nouveau, JDG joue son BO3 qualificatif face à LNG Esports, dans un remake de la finale du Summer Split de LPL. JDG remporte le match 2-1 et accède aux quarts, où ils écartent les coréens de KT Rolster. JDG se retrouve face à T1 en demi-finale, comme l'an passé. Et dans un scénario similaire aux Worlds 2022, l'effectif de JD Gaming ne trouvera pas de solution face à l'équipe coréenne et ils devront s'incliner 3 à 1, brisant ainsi leurs rêves de Golden Road.

### Saison 2024
Après l'annonce du départ de Bai « 369 » Jai-Hao, de Zhuo « knight » Ding et de Yoon « Homme » Sung-young, JD Gaming doit se reconstruire. Ainsi, les joueurs restants de l'effectif précédent seront rejoints par l'ancien champion du monde Li « Flandre » Xuan-Jun et le tout jeune Xu « sheer » Wen-Jie à la toplane. JD Gaming fait également revenir son midlaner emblématique Yagao alors que knight fait le chemin inverse en rejoignant Bilibili Gaming. Quant au remplaçant de Homme au niveau du coaching staff, ce sera Won « Mafa » Sang-yeon qui prendra la relève.
L'équipe jouera la Demacia Cup avec son tout nouveau roster. Ils affrontent tout d'abord LNG Esports, contre qui ils s'imposent 3 à 1, puis Rare Atom lors de la demi-finale de la compétition, qu'ils battent 3-0. En finale, JDG retrouve BLG et son ancien joueur knight. Mais cette fois-ci, JD Gaming ne parvient pas à trouver de solution face à BLG et s'incline 0 à 3.
Au Spring Split 2024, l'équipe finit à la 3e place de la saison régulière.

#### Effectif
| Nat. | Pseudo  | Nom           | Rôle     | Date d'entrée    |
| ---- | ------- | ------------- | -------- | ---------------- |
|      | Flandre | Li Xuan-Jun   | Toplaner | 6 décembre 2023  |
|      | sheer   | Xu Wen-Jie    | Toplaner | 7 décembre 2023  |
|      | Kanavi  | Seo Jin-hyeok | Jungler  | 28 novembre 2019 |
|      | Yagao   | Zeng Qi       | Midlaner | 7 décembre 2023  |
|      | Ruler   | Park Jae-hyuk | AD Carry | 9 décembre 2022  |
|      | MISSING | Lou Yun-Feng  | Support  | 13 décembre 2022 |

|  | Mafa | Won Sang-yeon | Head Coach | 30 novembre 2023 |
|  | Viod | Lu Fan        | Coach      | 16 décembre 2022 |

## Valorant
Fin 2023, l'équipe annonce son arrivée sur Valorant. Ils participent tout d'abord aux China Evolution Series, une série de 3 tournois qui permettent d'accumuler des points pour le tournoi d'Ascension en fin d'année, qui offre une place de 2 ans dans la future ligue chinoise Valorant. JDG se montre cependant très décevant et ne performe pas. Cependant, cela sera sans conséquence puisque JDG est retenu parmi les 10 équipes franchisées pour la nouvelle ligue chinoise VCT CN. Ils recruteront en début d'année 2024 quatre des cinq joueurs de Rare Atom, qui figuraient parmi les meilleures équipes des China Evolution Series, mais qui ont perdu en finale du tournoi d'Ascension. Ainsi, JDG recrute Park « stew » Young-chan, Lifan « Viva » Ran, Chen « YiHao » Yihao et Zhuo « MarT1n » Zhengjie, ainsi que le coach Ma « ValAnalysis » Hyun-sung. Le cœur de l'ancienne équipe Rare Atom est complété avec Yeung « jkuro » Ho-chung et le coach Li « Billyo » Xinyu.
Ainsi JDG est cité parmi les outsiders de la ligue, aux côtes des mastodontes Edward Gaming et FunPlus Phoenix. Mais au tournoi du début de saison kick-off, JD Gaming se fait éliminer au premier tour. Pour le début de la saison régulière, JDG remplace jkuro par Chen « YHchen » Yuhan. Cependant jkuro revient en remplaçant YiHao après 2 défaites inaugurales. La situation ne s'améliore pas et JDG finit la première moitié de la saison régulière lanterne rouge. ValAnalysis et MarT1n sont écartés, remplacés par Ye « Anaks » Sang-jun et Liu « Z1Yan » Zihan. Ces choix drastiques s'avèrent payants, puisque JD Gaming remporte 4 victoires sur ses 5 rencontres de la deuxième moitié de la saison régulière et parvient à se qualifier en playoffs sur le fil.

### Effectif
| Nat. | Pseudo | Nom             | Rôle    | Date d'entrée   |
| ---- | ------ | --------------- | ------- | --------------- |
|      | YHchen | Chen Yuhan      | -       | 28 mars 2024    |
|      | stew   | Park Young-chan | -       | 16 janvier 2024 |
|      | Viva   | Lifan Ran       | -       | 16 janvier 2024 |
|      | jkuro  | Yeung Ho-chung  | -       | 16 janvier 2024 |
|      | Z1Yan  | Liu Zihan       | -       | 3 juin 2024     |
|      | YiHao  | Chen Yihao      | Inactif | 16 janvier 2024 |

|  | Anaks  | Ye Sang-jun | Head Coach      | 3 juin 2024     |
|  | Billyo | Li Xinyu    | Assistant Coach | 16 janvier 2024 |

## Palmarès

### League of Legends
- Vainqueur du Mid-Season Invitational 2023.
- 4 fois vainqueur de la League of Legends Pro League (LPL) : printemps 2020, été 2022, printemps 2023, été 2023.
- Vainqueur du National Electronic Sport Tournament (NEST) 2018.